# Josserand II Gros de Brancion
Josserand II Gros de Brancion, seigneur d'Uxelles et de Brancion.

## Biographie
Il est le fils de Bernard III Gros de Brancion et d'Ermengarde/Ermentrude de Lorraine.
Alors qu'il prétend à des droits sur les terres de Cluny il se trouve en butte au pape Eugène III qui le menace d'excommunication s'il ne renonce pas à ses prétentions.

## Mariage et succession
Son épouse est inconnue, il a :
- Josserand III Gros de Brancion ;
- Humbert ;
- Hugues.